# Imbrocciata
L'imbrocciata (in còrso Imbrucciata) è un dolce tipico della Corsica, simile a un piccolo fiadone preparato con pasta sfoglia o pasta brisé. Gli ingredienti della farcia sono brocciu, zucchero, uova e scorza di limone.
Si tratta di una tortina di forma rotonda avente al bordo piccole punte di pasta, derivanti dal pizzicamento della stessa durante la preparazione. Il suo diametro varia da 8 a 10 cm, con uno spessore da 2 a 3 cm. Il dolce si presenta, dopo la cottura in forno moderato, un po' gonfio e coperto da una crosta molto sottile e di colore dorato.
In Sardegna sono presenti dolci simili con il nome di casadinas o pardulas. Anche in Sicilia, solamente a Ragusa, sono presenti dolci simili con il nome di cassate ragusane.